# Verwaltungsgemeinschaft Elbe-Heiderand-Gemeinden
In der Verwaltungsgemeinschaft Elbe-Heiderand-Gemeinden waren die Städte Bad Schmiedeberg und Pretzsch (Elbe) sowie die Gemeinden Globig-Bleddin, Korgau, Meuro, Priesitz, Schnellin, Söllichau und Trebitz im sachsen-anhaltischen Landkreis Wittenberg zusammengeschlossen.

## Geschichte
Die Verwaltungsgemeinschaft wurde aus den Verwaltungsgemeinschaften Bad Schmiedeberg und Pretzsch gebildet. Allerdings wurde diese Fusion durch einen Gerichtsbeschluss für nicht stattgefunden erklärt. Folglich schied die VG Bad Schmiedeberg am 27. Februar 2000 aus dieser VG wieder aus. Erst am 9. April 2000 wurde die VG aufgelöst und aus den Gemeinden die neue Verwaltungsgemeinschaft Elbe-Heideland-Gemeinden gebildet.